# Les Planes (l'Esquirol)
Les Planes és una masia de l'Esquirol (Osona) inclosa a l'Inventari del Patrimoni Arquitectònic de Catalunya.

## Descripció
Masia de planta rectangular coberta a quatre vessants. L'entrada principal es troba orientada a migdia i consta de planta baixa, dos pisos i golfes. Al sector W s'eleva una torre de planta quadrada i de grosses dimensions: és de quatre pisos i coberta a quatre vessants. Al sector de llevant i a nivell del primer pis sobresurt una terrassa del cos de l'edificació. Cal destacar una cabanya que es troba al nord de la casa i presenta un escut amb una cabreta damunt la porta. És construïda bàsicament amb pedra, els carreus són regulars i ben tallats als angles i petites lleves en els murs. L'estat de conservació és bo. Està habitada pels propietaris.

## Història
Antic mas d'arrels mil·lenàries que ha estat renovada al llarg dels segles. Com podem observar per les dades constructives fou reformada i segurament ampliada, el 1568, 1630, 1696, 1802 i 1827. Les reformes més recents, realitzades durant aquest segle daten de les primeries del segle xx, quan els Perdigó- Espona compraren el mas als Alibés, l'altre reforma es produir després de la Guerra Civil. És un mas de gran solidesa i grosses dimensions que es troba a la banda esquerra de la carretera de l'Esquirol a Cantonigros. Actualment els propietaris són els Anglada de Vic.